# 나라별 수교 현황/아시아/동아시아
이 문서는 동아시아에 위치하는 국가들의 수교 현황이다. 동아시아 3대 국가인 중국, 일본, 대한민국과 이들과 인문·자연지리적으로 매우 가까운 몽골과 조선민주주의인민공화국도 다루었다. 타이완의 경우에는 미승인 국가로 미승인 국가 문서에서 다루었다. 이 문서는 수교 여부뿐만 아니라, 외교 공관(재외공관, 외국공관) 설치 및 존재 여부도 설명하고 있으며, 표와 지도로 제시했다.

## 수교 및 외교 공관 현황
| 국가                   | 중국      | 중국          | 중국               | 일본      | 일본          | 일본               | 대한민국  | 대한민국      | 대한민국           | 몽골      | 몽골          | 몽골               | 조선민주주의인민공화국 | 조선민주주의인민공화국 | 조선민주주의인민공화국 |
| 국가                   | 수교 여부 | 재외공관 여부 | 재내 외국공관 여부 | 수교 여부 | 재외공관 여부 | 재내 외국공관 여부 | 수교 여부 | 재외공관 여부 | 재내 외국공관 여부 | 수교 여부 | 재외공관 여부 | 재내 외국공관 여부 | 수교 여부              | 재외공관 여부          | 재내 외국공관 여부     |
| ---------------------- | --------- | ------------- | ------------------ | --------- | ------------- | ------------------ | --------- | ------------- | ------------------ | --------- | ------------- | ------------------ | ---------------------- | ---------------------- | ---------------------- |
| 가나                   | 수교      | 설치          | 있음               | 수교      | 설치          | 있음               | 수교      | 설치          | 있음               | 수교      | 미설치        | 없음               | 수교                   | 미설치                 | 없음                   |
| 가봉                   | 수교      | 설치          | 있음               | 수교      | 설치          | 있음               | 수교      | 설치          | 있음               | 수교      | 미설치        | 없음               | 수교                   | 미설치                 | 없음                   |
| 가이아나               | 수교      | 설치          | 있음               | 수교      | 미설치        | 없음               | 수교      | 미설치        | 없음               | 수교      | 미설치        | 없음               | 수교                   | 미설치                 | 없음                   |
| 감비아                 | 수교      | 설치          | 있음               | 수교      | 미설치        | 없음               | 수교      | 미설치        | 없음               | 수교      | 미설치        | 없음               | 수교                   | 미설치                 | 없음                   |
| 과테말라               | 미승인    | 미승인        | 미승인             | 수교      | 설치          | 있음               | 수교      | 설치          | 있음               | 수교      | 미설치        | 없음               | 수교                   | 미설치                 | 없음                   |
| 그레나다               | 수교      | 설치          | 있음               | 수교      | 미설치        | 없음               | 수교      | 미설치        | 없음               | 수교      | 미설치        | 없음               | 수교                   | 미설치                 | 없음                   |
| 그리스                 | 수교      | 설치          | 있음               | 수교      | 설치          | 있음               | 수교      | 설치          | 있음               | 수교      | 미설치        | 없음               | 수교                   | 미설치                 | 없음                   |
| 기니                   | 수교      | 설치          | 있음               | 수교      | 설치          | 있음               | 수교      | 미설치        | 없음               | 수교      | 미설치        | 없음               | 수교                   | 미설치                 | 없음                   |
| 기니비사우             | 수교      | 설치          | 있음               | 수교      | 미설치        | 없음               | 수교      | 미설치        | 없음               | 수교      | 미설치        | 없음               | 수교                   | 미설치                 | 없음                   |
| 나미비아               | 수교      | 설치          | 있음               | 수교      | 설치          | 있음               | 수교      | 미설치        | 없음               | 수교      | 미설치        | 없음               | 수교                   | 미설치                 | 없음                   |
| 나우루                 | 수교      | 설치          | 있음               | 수교      | 미설치        | 없음               | 수교      | 미설치        | 없음               | 수교      | 미설치        | 없음               | 수교                   | 미설치                 | 없음                   |
| 나이지리아             | 수교      | 설치          | 있음               | 수교      | 설치          | 있음               | 수교      | 설치          | 있음               | 수교      | 미설치        | 없음               | 수교                   | 설치                   | 있음                   |
| 남수단                 | 수교      | 설치          | 있음               | 수교      | 설치          | 있음               | 수교      | 미설치        | 없음               | 수교      | 미설치        | 없음               | 수교                   | 미설치                 | 없음                   |
| 남아프리카 공화국      | 수교      | 설치          | 있음               | 수교      | 설치          | 있음               | 수교      | 설치          | 있음               | 수교      | 미설치        | 없음               | 수교                   | 설치                   | 없음                   |
| 네덜란드               | 수교      | 설치          | 있음               | 수교      | 설치          | 있음               | 수교      | 설치          | 있음               | 수교      | 미설치        | 없음               | 수교                   | 미설치                 | 없음                   |
| 네팔                   | 수교      | 설치          | 있음               | 수교      | 설치          | 있음               | 수교      | 설치          | 있음               | 수교      | 미설치        | 없음               | 수교                   | 미설치                 | 없음                   |
| 노르웨이               | 수교      | 설치          | 있음               | 수교      | 설치          | 있음               | 수교      | 설치          | 있음               | 수교      | 미설치        | 없음               | 수교                   | 미설치                 | 없음                   |
| 뉴질랜드               | 수교      | 설치          | 있음               | 수교      | 설치          | 있음               | 수교      | 설치          | 있음               | 수교      | 미설치        | 없음               | 수교                   | 미설치                 | 없음                   |
| 니우에                 | 수교      | 미설치        | 없음               | 수교      | 미설치        | 없음               | 수교      | 미설치        | 없음               | 미수교    | 미설치        | 없음               | 미수교                 | 미설치                 | 없음                   |
| 니제르                 | 수교      | 설치          | 있음               | 수교      | 미설치        | 없음               | 수교      | 미설치        | 없음               | 수교      | 미설치        | 없음               | 수교                   | 미설치                 | 없음                   |
| 니카라과               | 수교      | 설치          | 있음               | 수교      | 설치          | 있음               | 수교      | 설치          | 없음               | 수교      | 미설치        | 없음               | 수교                   | 미설치                 | 있음                   |
| 대한민국               | 수교      | 설치          | 있음               | 수교      | 설치          | 있음               | 당국      | 당국          | 당국               | 수교      | 설치          | 있음               | 미승인                 | 미승인                 | 미승인                 |
| 덴마크                 | 수교      | 설치          | 있음               | 수교      | 설치          | 있음               | 수교      | 설치          | 있음               | 수교      | 미설치        | 없음               | 수교                   | 미설치                 | 없음                   |
| 도미니카 공화국        | 수교      | 설치          | 있음               | 수교      | 설치          | 있음               | 수교      | 설치          | 있음               | 수교      | 미설치        | 없음               | 수교                   | 미설치                 | 없음                   |
| 도미니카 연방          | 수교      | 설치          | 있음               | 수교      | 미설치        | 없음               | 수교      | 미설치        | 없음               | 수교      | 미설치        | 없음               | 수교                   | 미설치                 | 없음                   |
| 독일                   | 수교      | 설치          | 있음               | 수교      | 설치          | 있음               | 수교      | 설치          | 있음               | 수교      | 설치          | 있음               | 수교                   | 설치                   | 없음                   |
| 동티모르               | 수교      | 설치          | 있음               | 수교      | 설치          | 있음               | 수교      | 설치          | 있음               | 수교      | 미설치        | 없음               | 수교                   | 미설치                 | 없음                   |
| 라오스                 | 수교      | 설치          | 있음               | 수교      | 설치          | 있음               | 수교      | 설치          | 있음               | 수교      | 설치          | 있음               | 수교                   | 설치                   | 있음                   |
| 라이베리아             | 수교      | 설치          | 있음               | 수교      | 미설치        | 있음               | 수교      | 미설치        | 없음               | 수교      | 미설치        | 없음               | 수교                   | 미설치                 | 없음                   |
| 라트비아               | 수교      | 설치          | 있음               | 수교      | 설치          | 있음               | 수교      | 설치          | 있음               | 수교      | 미설치        | 없음               | 수교                   | 미설치                 | 없음                   |
| 러시아                 | 수교      | 설치          | 있음               | 수교      | 설치          | 있음               | 수교      | 설치          | 있음               | 수교      | 설치          | 있음               | 수교                   | 설치                   | 있음                   |
| 레바논                 | 수교      | 설치          | 있음               | 수교      | 설치          | 있음               | 수교      | 설치          | 있음               | 수교      | 미설치        | 없음               | 수교                   | 미설치                 | 없음                   |
| 레소토                 | 수교      | 설치          | 있음               | 수교      | 미설치        | 있음               | 수교      | 미설치        | 없음               | 수교      | 미설치        | 없음               | 수교                   | 미설치                 | 없음                   |
| 루마니아               | 수교      | 설치          | 있음               | 수교      | 설치          | 있음               | 수교      | 설치          | 있음               | 수교      | 미설치        | 없음               | 수교                   | 설치                   | 없음                   |
| 룩셈부르크             | 수교      | 설치          | 있음               | 수교      | 설치          | 있음               | 수교      | 설치          | 있음               | 수교      | 미설치        | 없음               | 수교                   | 미설치                 | 없음                   |
| 르완다                 | 수교      | 설치          | 있음               | 수교      | 설치          | 있음               | 수교      | 설치          | 있음               | 수교      | 미설치        | 없음               | 수교                   | 미설치                 | 없음                   |
| 리비아                 | 수교      | 설치          | 있음               | 수교      | 설치          | 있음               | 수교      | 설치          | 있음               | 수교      | 미설치        | 없음               | 수교                   | 미설치                 | 없음                   |
| 리투아니아             | 수교      | 설치          | 없음               | 수교      | 설치          | 있음               | 수교      | 설치          | 있음               | 수교      | 미설치        | 없음               | 수교                   | 미설치                 | 없음                   |
| 리히텐슈타인           | 수교      | 미설치        | 없음               | 수교      | 미설치        | 없음               | 수교      | 미설치        | 없음               | 수교      | 미설치        | 없음               | 수교                   | 미설치                 | 없음                   |
| 마다가스카르           | 수교      | 설치          | 있음               | 수교      | 설치          | 있음               | 수교      | 설치          | 없음               | 수교      | 미설치        | 없음               | 수교                   | 미설치                 | 없음                   |
| 마셜 제도              | 미승인    | 미승인        | 미승인             | 수교      | 설치          | 있음               | 수교      | 미설치        | 있음               | 수교      | 미설치        | 없음               | 미수교                 | 미설치                 | 없음                   |
| 말라위                 | 수교      | 설치          | 있음               | 수교      | 설치          | 있음               | 수교      | 미설치        | 없음               | 수교      | 미설치        | 없음               | 수교                   | 미설치                 | 없음                   |
| 말레이시아             | 수교      | 설치          | 있음               | 수교      | 설치          | 있음               | 수교      | 설치          | 있음               | 수교      | 미설치        | 없음               | 미수교                 | 미설치                 | 없음                   |
| 말리                   | 수교      | 설치          | 있음               | 수교      | 설치          | 있음               | 수교      | 미설치        | 없음               | 수교      | 미설치        | 없음               | 수교                   | 미설치                 | 없음                   |
| 멕시코                 | 수교      | 설치          | 있음               | 수교      | 설치          | 있음               | 수교      | 설치          | 있음               | 수교      | 미설치        | 없음               | 수교                   | 설치                   | 없음                   |
| 모나코                 | 수교      | 미설치        | 없음               | 수교      | 미설치        | 없음               | 수교      | 미설치        | 없음               | 수교      | 미설치        | 없음               | 미수교                 | 미설치                 | 없음                   |
| 모로코                 | 수교      | 설치          | 있음               | 수교      | 설치          | 있음               | 수교      | 설치          | 있음               | 수교      | 미설치        | 없음               | 수교                   | 미설치                 | 없음                   |
| 모리셔스               | 수교      | 설치          | 있음               | 수교      | 설치          | 없음               | 수교      | 미설치        | 없음               | 수교      | 미설치        | 없음               | 수교                   | 미설치                 | 없음                   |
| 모리타니               | 수교      | 설치          | 있음               | 수교      | 설치          | 있음               | 수교      | 미설치        | 없음               | 수교      | 미설치        | 없음               | 수교                   | 미설치                 | 없음                   |
| 모잠비크               | 수교      | 설치          | 있음               | 수교      | 설치          | 있음               | 수교      | 설치          | 없음               | 수교      | 미설치        | 없음               | 수교                   | 미설치                 | 없음                   |
| 몬테네그로             | 수교      | 설치          | 있음               | 수교      | 미설치        | 없음               | 수교      | 미설치        | 없음               | 수교      | 미설치        | 없음               | 수교                   | 미설치                 | 없음                   |
| 몰도바                 | 수교      | 설치          | 있음               | 수교      | 설치          | 있음               | 수교      | 미설치        | 없음               | 수교      | 미설치        | 없음               | 수교                   | 미설치                 | 없음                   |
| 몰디브                 | 수교      | 설치          | 있음               | 수교      | 설치          | 있음               | 수교      | 미설치        | 없음               | 수교      | 미설치        | 없음               | 수교                   | 미설치                 | 없음                   |
| 몰타                   | 수교      | 설치          | 있음               | 수교      | 설치          | 있음               | 수교      | 미설치        | 없음               | 수교      | 미설치        | 없음               | 수교                   | 미설치                 | 없음                   |
| 몽골                   | 수교      | 설치          | 있음               | 수교      | 설치          | 있음               | 수교      | 설치          | 있음               | 당국      | 당국          | 당국               | 수교                   | 설치                   | 있음                   |
| 미국                   | 수교      | 설치          | 있음               | 수교      | 설치          | 있음               | 수교      | 설치          | 있음               | 수교      | 설치          | 있음               | 미수교                 | 미설치                 | 없음                   |
| 미얀마                 | 수교      | 설치          | 있음               | 수교      | 설치          | 있음               | 수교      | 설치          | 있음               | 수교      | 미설치        | 없음               | 수교                   | 설치                   | 없음                   |
| 미크로네시아 연방      | 수교      | 설치          | 있음               | 수교      | 설치          | 있음               | 수교      | 미설치        | 없음               | 수교      | 미설치        | 없음               | 미수교                 | 미설치                 | 없음                   |
| 바누아투               | 수교      | 설치          | 있음               | 수교      | 설치          | 없음               | 수교      | 미설치        | 없음               | 수교      | 미설치        | 없음               | 수교                   | 미설치                 | 없음                   |
| 바레인                 | 수교      | 설치          | 있음               | 수교      | 설치          | 있음               | 수교      | 설치          | 있음               | 수교      | 미설치        | 없음               | 수교                   | 미설치                 | 없음                   |
| 바베이도스             | 수교      | 설치          | 있음               | 수교      | 설치          | 없음               | 수교      | 미설치        | 없음               | 수교      | 미설치        | 없음               | 수교                   | 미설치                 | 없음                   |
| 바티칸 시국            | 미승인    | 미승인        | 미승인             | 수교      | 설치          | 있음               | 수교      | 설치          | 있음               | 수교      | 미설치        | 없음               | 미수교                 | 미설치                 | 없음                   |
| 바하마                 | 수교      | 설치          | 있음               | 수교      | 미설치        | 없음               | 수교      | 미설치        | 없음               | 수교      | 미설치        | 없음               | 수교                   | 미설치                 | 없음                   |
| 방글라데시             | 수교      | 설치          | 있음               | 수교      | 설치          | 있음               | 수교      | 설치          | 있음               | 수교      | 미설치        | 없음               | 수교                   | 미설치                 | 없음                   |
| 베냉                   | 수교      | 설치          | 있음               | 수교      | 설치          | 있음               | 수교      | 미설치        | 없음               | 수교      | 미설치        | 없음               | 수교                   | 미설치                 | 없음                   |
| 베네수엘라             | 수교      | 설치          | 있음               | 수교      | 설치          | 있음               | 수교      | 설치          | 있음               | 수교      | 미설치        | 없음               | 수교                   | 설치                   | 있음                   |
| 베트남                 | 수교      | 설치          | 있음               | 수교      | 설치          | 있음               | 수교      | 설치          | 있음               | 수교      | 설치          | 있음               | 수교                   | 설치                   | 있음                   |
| 벨기에                 | 수교      | 설치          | 있음               | 수교      | 설치          | 있음               | 수교      | 설치          | 있음               | 수교      | 설치          | 없음               | 수교                   | 미설치                 | 없음                   |
| 벨라루스               | 수교      | 설치          | 있음               | 수교      | 설치          | 있음               | 수교      | 설치          | 있음               | 수교      | 설치          | 있음               | 수교                   | 설치                   | 없음                   |
| 벨리즈                 | 미승인    | 미승인        | 미승인             | 수교      | 설치          | 없음               | 수교      | 미설치        | 없음               | 수교      | 미설치        | 없음               | 수교                   | 미설치                 | 없음                   |
| 보스니아 헤르체고비나  | 수교      | 설치          | 있음               | 수교      | 설치          | 있음               | 수교      | 미설치        | 없음               | 수교      | 미설치        | 없음               | 수교                   | 미설치                 | 없음                   |
| 보츠와나               | 수교      | 설치          | 있음               | 수교      | 설치          | 있음               | 수교      | 미설치        | 없음               | 수교      | 미설치        | 없음               | 미수교                 | 미설치                 | 없음                   |
| 볼리비아               | 수교      | 설치          | 있음               | 수교      | 설치          | 있음               | 수교      | 설치          | 있음               | 수교      | 미설치        | 없음               | 미수교                 | 미설치                 | 없음                   |
| 부룬디                 | 수교      | 설치          | 있음               | 수교      | 미설치        | 없음               | 수교      | 미설치        | 없음               | 수교      | 미설치        | 없음               | 수교                   | 미설치                 | 없음                   |
| 부르키나파소           | 수교      | 설치          | 있음               | 수교      | 설치          | 있음               | 수교      | 미설치        | 없음               | 수교      | 미설치        | 없음               | 수교                   | 미설치                 | 없음                   |
| 부탄                   | 미수교    | 미설치        | 없음               | 수교      | 미설치        | 없음               | 수교      | 미설치        | 없음               | 수교      | 미설치        | 없음               | 미수교                 | 미설치                 | 없음                   |
| 북마케도니아           | 수교      | 설치          | 있음               | 수교      | 설치          | 있음               | 수교      | 미설치        | 없음               | 수교      | 미설치        | 없음               | 수교                   | 미설치                 | 없음                   |
| 불가리아               | 수교      | 설치          | 있음               | 수교      | 설치          | 있음               | 수교      | 설치          | 있음               | 수교      | 설치          | 있음               | 수교                   | 설치                   | 있음                   |
| 브라질                 | 수교      | 설치          | 있음               | 수교      | 설치          | 있음               | 수교      | 설치          | 있음               | 수교      | 미설치        | 없음               | 수교                   | 설치                   | 있음                   |
| 브루나이               | 수교      | 설치          | 있음               | 수교      | 설치          | 있음               | 수교      | 설치          | 있음               | 수교      | 미설치        | 없음               | 수교                   | 미설치                 | 없음                   |
| 사모아                 | 수교      | 설치          | 있음               | 수교      | 설치          | 있음               | 수교      | 미설치        | 없음               | 수교      | 미설치        | 없음               | 미수교                 | 미설치                 | 없음                   |
| 사우디아라비아         | 수교      | 설치          | 있음               | 수교      | 설치          | 있음               | 수교      | 설치          | 있음               | 수교      | 미설치        | 없음               | 미수교                 | 미설치                 | 없음                   |
| 산마리노               | 수교      | 미설치        | 없음               | 수교      | 미설치        | 있음               | 수교      | 미설치        | 없음               | 수교      | 미설치        | 없음               | 수교                   | 미설치                 | 없음                   |
| 상투메 프린시페        | 수교      | 설치          | 있음               | 수교      | 미설치        | 없음               | 수교      | 미설치        | 없음               | 수교      | 미설치        | 없음               | 수교                   | 미설치                 | 없음                   |
| 세네갈                 | 수교      | 설치          | 있음               | 수교      | 설치          | 있음               | 수교      | 설치          | 있음               | 수교      | 미설치        | 없음               | 수교                   | 미설치                 | 없음                   |
| 세르비아               | 수교      | 설치          | 있음               | 수교      | 설치          | 있음               | 수교      | 설치          | 있음               | 수교      | 미설치        | 없음               | 수교                   | 미설치                 | 없음                   |
| 세이셸                 | 수교      | 설치          | 있음               | 수교      | 설치          | 없음               | 수교      | 미설치        | 없음               | 수교      | 미설치        | 없음               | 수교                   | 미설치                 | 없음                   |
| 세인트루시아           | 미승인    | 미승인        | 미승인             | 수교      | 미설치        | 없음               | 수교      | 미설치        | 없음               | 수교      | 미설치        | 없음               | 수교                   | 미설치                 | 없음                   |
| 세인트빈센트 그레나딘  | 미승인    | 미승인        | 미승인             | 수교      | 미설치        | 없음               | 수교      | 미설치        | 없음               | 수교      | 미설치        | 없음               | 수교                   | 미설치                 | 없음                   |
| 세인트키츠 네비스      | 미승인    | 미승인        | 미승인             | 수교      | 미설치        | 없음               | 수교      | 미설치        | 없음               | 수교      | 미설치        | 없음               | 수교                   | 미설치                 | 없음                   |
| 소말리아               | 수교      | 설치          | 있음               | 수교      | 미설치        | 없음               | 수교      | 미설치        | 없음               | 수교      | 미설치        | 없음               | 수교                   | 미설치                 | 없음                   |
| 솔로몬 제도            | 수교      | 설치          | 있음               | 수교      | 설치          | 없음               | 수교      | 미설치        | 없음               | 수교      | 미설치        | 없음               | 미수교                 | 미설치                 | 없음                   |
| 수단                   | 수교      | 설치          | 있음               | 수교      | 미설치        | 있음               | 수교      | 설치          | 있음               | 수교      | 미설치        | 없음               | 수교                   | 미설치                 | 없음                   |
| 수리남                 | 수교      | 설치          | 있음               | 수교      | 미설치        | 없음               | 수교      | 미설치        | 없음               | 수교      | 미설치        | 없음               | 수교                   | 미설치                 | 없음                   |
| 스리랑카               | 수교      | 설치          | 있음               | 수교      | 설치          | 있음               | 수교      | 설치          | 있음               | 수교      | 미설치        | 없음               | 수교                   | 미설치                 | 없음                   |
| 스웨덴                 | 수교      | 설치          | 있음               | 수교      | 설치          | 있음               | 수교      | 설치          | 있음               | 수교      | 설치          | 없음               | 수교                   | 설치                   | 있음                   |
| 스위스                 | 수교      | 설치          | 있음               | 수교      | 설치          | 있음               | 수교      | 설치          | 있음               | 수교      | 미설치        | 없음               | 수교                   | 설치                   | 없음                   |
| 스페인                 | 수교      | 설치          | 있음               | 수교      | 설치          | 있음               | 수교      | 설치          | 있음               | 수교      | 미설치        | 없음               | 수교                   | 미설치                 | 없음                   |
| 슬로바키아             | 수교      | 설치          | 있음               | 수교      | 설치          | 있음               | 수교      | 설치          | 있음               | 수교      | 미설치        | 없음               | 수교                   | 미설치                 | 없음                   |
| 슬로베니아             | 수교      | 설치          | 있음               | 수교      | 설치          | 있음               | 수교      | 설치          | 있음               | 수교      | 미설치        | 없음               | 수교                   | 미설치                 | 없음                   |
| 시리아                 | 수교      | 설치          | 있음               | 수교      | 설치          | 있음               | 수교      | 미설치        | 없음               | 수교      | 미설치        | 없음               | 수교                   | 설치                   | 있음                   |
| 시에라리온             | 수교      | 설치          | 있음               | 수교      | 미설치        | 없음               | 수교      | 미설치        | 있음               | 수교      | 미설치        | 없음               | 수교                   | 미설치                 | 없음                   |
| 싱가포르               | 수교      | 설치          | 있음               | 수교      | 설치          | 있음               | 수교      | 설치          | 있음               | 수교      | 설치          | 없음               | 수교                   | 설치                   | 없음                   |
| 아랍에미리트           | 수교      | 설치          | 있음               | 수교      | 설치          | 있음               | 수교      | 설치          | 있음               | 수교      | 설치          | 있음               | 수교                   | 미설치                 | 없음                   |
| 아르메니아             | 수교      | 설치          | 있음               | 수교      | 설치          | 있음               | 수교      | 미설치        | 없음               | 수교      | 미설치        | 없음               | 수교                   | 미설치                 | 없음                   |
| 아르헨티나             | 수교      | 설치          | 있음               | 수교      | 설치          | 있음               | 수교      | 설치          | 있음               | 수교      | 미설치        | 없음               | 미수교                 | 미설치                 | 없음                   |
| 아이슬란드             | 수교      | 설치          | 있음               | 수교      | 설치          | 있음               | 수교      | 미설치        | 없음               | 수교      | 미설치        | 없음               | 수교                   | 미설치                 | 없음                   |
| 아이티                 | 미승인    | 미승인        | 미승인             | 수교      | 설치          | 있음               | 수교      | 미설치        | 없음               | 수교      | 미설치        | 없음               | 미수교                 | 미설치                 | 없음                   |
| 아일랜드               | 수교      | 설치          | 있음               | 수교      | 설치          | 있음               | 수교      | 설치          | 있음               | 수교      | 미설치        | 없음               | 수교                   | 미설치                 | 없음                   |
| 아제르바이잔           | 수교      | 설치          | 있음               | 수교      | 설치          | 있음               | 수교      | 설치          | 있음               | 수교      | 미설치        | 없음               | 수교                   | 미설치                 | 없음                   |
| 아프가니스탄           | 수교      | 설치          | 있음               | 수교      | 설치          | 있음               | 수교      | 설치          | 있음               | 수교      | 미설치        | 없음               | 수교                   | 미설치                 | 없음                   |
| 안도라                 | 수교      | 미설치        | 없음               | 수교      | 미설치        | 없음               | 수교      | 미설치        | 없음               | 수교      | 미설치        | 없음               | 미수교                 | 미설치                 | 없음                   |
| 알바니아               | 수교      | 설치          | 있음               | 수교      | 설치          | 있음               | 수교      | 미설치        | 없음               | 수교      | 미설치        | 없음               | 수교                   | 미설치                 | 없음                   |
| 알제리                 | 수교      | 설치          | 있음               | 수교      | 설치          | 있음               | 수교      | 설치          | 있음               | 수교      | 미설치        | 없음               | 수교                   | 설치                   | 없음                   |
| 앙골라                 | 수교      | 설치          | 있음               | 수교      | 설치          | 있음               | 수교      | 설치          | 있음               | 수교      | 미설치        | 없음               | 수교                   | 미설치                 | 없음                   |
| 앤티가 바부다          | 수교      | 설치          | 있음               | 수교      | 미설치        | 없음               | 수교      | 미설치        | 없음               | 수교      | 미설치        | 없음               | 수교                   | 미설치                 | 없음                   |
| 에리트레아             | 수교      | 설치          | 있음               | 수교      | 설치          | 있음               | 수교      | 미설치        | 없음               | 수교      | 미설치        | 없음               | 수교                   | 미설치                 | 없음                   |
| 에스와티니             | 미승인    | 미승인        | 미승인             | 수교      | 미설치        | 없음               | 수교      | 미설치        | 없음               | 수교      | 미설치        | 없음               | 미수교                 | 미설치                 | 없음                   |
| 에스토니아             | 수교      | 설치          | 있음               | 수교      | 설치          | 있음               | 수교      | 설치          | 있음               | 수교      | 미설치        | 없음               | 미수교                 | 미설치                 | 없음                   |
| 에콰도르               | 수교      | 설치          | 있음               | 수교      | 설치          | 있음               | 수교      | 설치          | 있음               | 수교      | 미설치        | 없음               | 미수교                 | 미설치                 | 없음                   |
| 에티오피아             | 수교      | 설치          | 있음               | 수교      | 설치          | 있음               | 수교      | 설치          | 있음               | 수교      | 미설치        | 없음               | 수교                   | 설치                   | 없음                   |
| 엘살바도르             | 수교      | 설치          | 있음               | 수교      | 설치          | 있음               | 수교      | 설치          | 있음               | 수교      | 미설치        | 없음               | 미수교                 | 미설치                 | 없음                   |
| 영국                   | 수교      | 설치          | 있음               | 수교      | 설치          | 있음               | 수교      | 설치          | 있음               | 수교      | 설치          | 있음               | 수교                   | 설치                   | 있음                   |
| 예멘                   | 수교      | 설치          | 있음               | 수교      | 미설치        | 있음               | 수교      | 설치          | 없음               | 수교      | 미설치        | 없음               | 수교                   | 미설치                 | 없음                   |
| 오만                   | 수교      | 설치          | 있음               | 수교      | 설치          | 있음               | 수교      | 설치          | 있음               | 수교      | 미설치        | 없음               | 수교                   | 미설치                 | 없음                   |
| 오스트레일리아         | 수교      | 설치          | 있음               | 수교      | 설치          | 있음               | 수교      | 설치          | 있음               | 수교      | 설치          | 있음               | 수교                   | 미설치                 | 없음                   |
| 오스트리아             | 수교      | 설치          | 있음               | 수교      | 설치          | 있음               | 수교      | 설치          | 있음               | 수교      | 설치          | 없음               | 수교                   | 설치                   | 없음                   |
| 온두라스               | 수교      | 설치          | 있음               | 수교      | 설치          | 있음               | 수교      | 설치          | 있음               | 수교      | 미설치        | 없음               | 미수교                 | 미설치                 | 없음                   |
| 요르단                 | 수교      | 설치          | 있음               | 수교      | 설치          | 있음               | 수교      | 설치          | 있음               | 수교      | 미설치        | 없음               | 미수교                 | 미설치                 | 없음                   |
| 우간다                 | 수교      | 설치          | 있음               | 수교      | 설치          | 있음               | 수교      | 설치          | 없음               | 수교      | 미설치        | 없음               | 수교                   | 미설치                 | 없음                   |
| 우루과이               | 수교      | 설치          | 있음               | 수교      | 설치          | 있음               | 수교      | 설치          | 있음               | 수교      | 미설치        | 없음               | 미수교                 | 미설치                 | 없음                   |
| 우즈베키스탄           | 수교      | 설치          | 있음               | 수교      | 설치          | 있음               | 수교      | 설치          | 있음               | 수교      | 설치          | 없음               | 수교                   | 미설치                 | 없음                   |
| 우크라이나             | 수교      | 설치          | 있음               | 수교      | 설치          | 있음               | 수교      | 설치          | 있음               | 수교      | 미설치        | 없음               | 미수교                 | 미설치                 | 없음                   |
| 이라크                 | 수교      | 설치          | 있음               | 수교      | 설치          | 있음               | 수교      | 설치          | 있음               | 수교      | 미설치        | 없음               | 미수교                 | 미설치                 | 없음                   |
| 이란                   | 수교      | 설치          | 있음               | 수교      | 설치          | 있음               | 수교      | 설치          | 있음               | 수교      | 미설치        | 없음               | 수교                   | 설치                   | 있음                   |
| 이스라엘               | 수교      | 설치          | 있음               | 수교      | 설치          | 있음               | 수교      | 설치          | 있음               | 수교      | 미설치        | 없음               | 미승인                 | 미승인                 | 미승인                 |
| 이집트                 | 수교      | 설치          | 있음               | 수교      | 설치          | 있음               | 수교      | 설치          | 있음               | 수교      | 설치          | 없음               | 수교                   | 설치                   | 있음                   |
| 이탈리아               | 수교      | 설치          | 있음               | 수교      | 설치          | 있음               | 수교      | 설치          | 있음               | 수교      | 설치          | 있음               | 수교                   | 설치                   | 없음                   |
| 인도                   | 수교      | 설치          | 있음               | 수교      | 설치          | 있음               | 수교      | 설치          | 있음               | 수교      | 설치          | 있음               | 수교                   | 설치                   | 있음                   |
| 인도네시아             | 수교      | 설치          | 있음               | 수교      | 설치          | 있음               | 수교      | 설치          | 있음               | 수교      | 설치          | 없음               | 수교                   | 설치                   | 없음                   |
| 일본                   | 수교      | 설치          | 있음               | 당국      | 당국          | 당국               | 수교      | 설치          | 있음               | 수교      | 설치          | 있음               | 미수교                 | 미설치                 | 없음                   |
| 자메이카               | 수교      | 설치          | 있음               | 수교      | 설치          | 있음               | 수교      | 미설치        | 없음               | 수교      | 미설치        | 없음               | 수교                   | 미설치                 | 없음                   |
| 잠비아                 | 수교      | 설치          | 있음               | 수교      | 설치          | 있음               | 수교      | 미설치        | 있음               | 수교      | 미설치        | 없음               | 수교                   | 미설치                 | 없음                   |
| 적도 기니              | 수교      | 설치          | 있음               | 수교      | 미설치        | 없음               | 수교      | 미설치        | 없음               | 수교      | 미설치        | 없음               | 수교                   | 설치                   | 없음                   |
| 조선민주주의인민공화국 | 수교      | 설치          | 있음               | 미수교    | 미설치        | 없음               | 미승인    | 미승인        | 미승인             | 수교      | 설치          | 있음               | 당국                   | 당국                   | 당국                   |
| 조지아                 | 수교      | 설치          | 있음               | 수교      | 설치          | 있음               | 수교      | 설치          | 있음               | 수교      | 미설치        | 없음               | 수교                   | 미설치                 | 없음                   |
| 중국                   | 당국      | 당국          | 당국               | 수교      | 설치          | 있음               | 수교      | 설치          | 있음               | 수교      | 설치          | 있음               | 수교                   | 설치                   | 있음                   |
| 중앙아프리카 공화국    | 수교      | 설치          | 있음               | 수교      | 미설치        | 없음               | 수교      | 미설치        | 없음               | 수교      | 미설치        | 없음               | 수교                   | 미설치                 | 없음                   |
| 지부티                 | 수교      | 설치          | 있음               | 수교      | 설치          | 있음               | 수교      | 미설치        | 없음               | 수교      | 미설치        | 없음               | 수교                   | 미설치                 | 없음                   |
| 짐바브웨               | 수교      | 설치          | 있음               | 수교      | 설치          | 있음               | 수교      | 설치          | 없음               | 수교      | 미설치        | 없음               | 수교                   | 미설치                 | 없음                   |
| 차드                   | 수교      | 설치          | 있음               | 수교      | 미설치        | 없음               | 수교      | 미설치        | 없음               | 수교      | 미설치        | 없음               | 수교                   | 미설치                 | 없음                   |
| 체코                   | 수교      | 설치          | 있음               | 수교      | 설치          | 있음               | 수교      | 설치          | 있음               | 수교      | 설치          | 있음               | 수교                   | 설치                   | 있음                   |
| 칠레                   | 수교      | 설치          | 있음               | 수교      | 설치          | 있음               | 수교      | 설치          | 있음               | 수교      | 미설치        | 없음               | 수교                   | 미설치                 | 없음                   |
| 카메룬                 | 수교      | 설치          | 있음               | 수교      | 설치          | 있음               | 수교      | 설치          | 없음               | 수교      | 미설치        | 없음               | 수교                   | 미설치                 | 없음                   |
| 카보베르데             | 수교      | 설치          | 있음               | 수교      | 미설치        | 없음               | 수교      | 미설치        | 없음               | 수교      | 미설치        | 없음               | 수교                   | 미설치                 | 없음                   |
| 카자흐스탄             | 수교      | 설치          | 있음               | 수교      | 설치          | 있음               | 수교      | 설치          | 있음               | 수교      | 설치          | 있음               | 수교                   | 미설치                 | 없음                   |
| 카타르                 | 수교      | 설치          | 있음               | 수교      | 설치          | 있음               | 수교      | 설치          | 있음               | 수교      | 미설치        | 없음               | 수교                   | 미설치                 | 없음                   |
| 캄보디아               | 수교      | 설치          | 있음               | 수교      | 설치          | 있음               | 수교      | 설치          | 있음               | 수교      | 미설치        | 없음               | 수교                   | 설치                   | 있음                   |
| 캐나다                 | 수교      | 설치          | 있음               | 수교      | 설치          | 있음               | 수교      | 설치          | 있음               | 수교      | 설치          | 있음               | 수교                   | 미설치                 | 없음                   |
| 케냐                   | 수교      | 설치          | 있음               | 수교      | 설치          | 있음               | 수교      | 설치          | 있음               | 수교      | 미설치        | 없음               | 수교                   | 미설치                 | 없음                   |
| 코모로                 | 수교      | 설치          | 있음               | 수교      | 미설치        | 없음               | 수교      | 미설치        | 없음               | 수교      | 미설치        | 없음               | 수교                   | 미설치                 | 없음                   |
| 코스타리카             | 수교      | 설치          | 있음               | 수교      | 설치          | 있음               | 수교      | 설치          | 있음               | 수교      | 미설치        | 없음               | 미수교                 | 미설치                 | 없음                   |
| 코트디부아르           | 수교      | 설치          | 있음               | 수교      | 설치          | 있음               | 수교      | 설치          | 있음               | 수교      | 미설치        | 없음               | 수교                   | 미설치                 | 없음                   |
| 콜롬비아               | 수교      | 설치          | 있음               | 수교      | 설치          | 있음               | 수교      | 설치          | 있음               | 수교      | 미설치        | 없음               | 수교                   | 미설치                 | 없음                   |
| 콩고 공화국            | 수교      | 설치          | 있음               | 수교      | 미설치        | 있음               | 수교      | 미설치        | 없음               | 수교      | 미설치        | 없음               | 수교                   | 미설치                 | 없음                   |
| 콩고 민주 공화국       | 수교      | 설치          | 있음               | 수교      | 설치          | 있음               | 수교      | 설치          | 있음               | 수교      | 미설치        | 없음               | 수교                   | 미설치                 | 없음                   |
| 쿠바                   | 수교      | 설치          | 있음               | 수교      | 설치          | 있음               | 수교      | 설치          | 있음               | 수교      | 설치          | 있음               | 수교                   | 설치                   | 있음                   |
| 쿠웨이트               | 수교      | 설치          | 있음               | 수교      | 설치          | 있음               | 수교      | 설치          | 있음               | 수교      | 설치          | 있음               | 수교                   | 설치                   | 없음                   |
| 쿡 제도                | 수교      | 미설치        | 없음               | 수교      | 미설치        | 없음               | 수교      | 미설치        | 없음               | 미수교    | 미설치        | 없음               | 미수교                 | 미설치                 | 없음                   |
| 크로아티아             | 수교      | 설치          | 있음               | 수교      | 설치          | 있음               | 수교      | 설치          | 있음               | 수교      | 미설치        | 없음               | 수교                   | 미설치                 | 없음                   |
| 키르기스스탄           | 수교      | 설치          | 있음               | 수교      | 설치          | 있음               | 수교      | 설치          | 있음               | 수교      | 설치          | 있음               | 수교                   | 미설치                 | 없음                   |
| 키리바시               | 수교      | 설치          | 있음               | 수교      | 설치          | 있음               | 수교      | 미설치        | 없음               | 수교      | 미설치        | 없음               | 미수교                 | 미설치                 | 없음                   |
| 키프로스               | 수교      | 설치          | 있음               | 수교      | 설치          | 있음               | 수교      | 미설치        | 없음               | 수교      | 미설치        | 없음               | 수교                   | 미설치                 | 없음                   |
| 타지키스탄             | 수교      | 설치          | 있음               | 수교      | 설치          | 있음               | 수교      | 설치          | 있음               | 수교      | 미설치        | 없음               | 수교                   | 미설치                 | 없음                   |
| 탄자니아               | 수교      | 설치          | 있음               | 수교      | 설치          | 있음               | 수교      | 설치          | 있음               | 수교      | 미설치        | 없음               | 수교                   | 설치                   | 없음                   |
| 태국                   | 수교      | 설치          | 있음               | 수교      | 설치          | 있음               | 수교      | 설치          | 있음               | 수교      | 설치          | 없음               | 수교                   | 설치                   | 없음                   |
| 토고                   | 수교      | 설치          | 있음               | 수교      | 미설치        | 있음               | 수교      | 미설치        | 없음               | 수교      | 미설치        | 없음               | 수교                   | 미설치                 | 없음                   |
| 통가                   | 수교      | 설치          | 있음               | 수교      | 설치          | 있음               | 수교      | 미설치        | 없음               | 수교      | 미설치        | 없음               | 미수교                 | 미설치                 | 없음                   |
| 투르크메니스탄         | 수교      | 설치          | 있음               | 수교      | 설치          | 있음               | 수교      | 설치          | 있음               | 수교      | 미설치        | 없음               | 수교                   | 미설치                 | 없음                   |
| 투발루                 | 미승인    | 미승인        | 미승인             | 수교      | 미설치        | 없음               | 수교      | 미설치        | 없음               | 수교      | 미설치        | 없음               | 미수교                 | 미설치                 | 없음                   |
| 튀니지                 | 수교      | 설치          | 있음               | 수교      | 설치          | 있음               | 수교      | 설치          | 있음               | 수교      | 미설치        | 없음               | 수교                   | 미설치                 | 없음                   |
| 튀르키예               | 수교      | 설치          | 있음               | 수교      | 설치          | 있음               | 수교      | 설치          | 있음               | 수교      | 설치          | 있음               | 수교                   | 미설치                 | 없음                   |
| 트리니다드 토바고      | 수교      | 설치          | 있음               | 수교      | 설치          | 없음               | 수교      | 설치          | 없음               | 수교      | 미설치        | 없음               | 수교                   | 미설치                 | 없음                   |
| 파나마                 | 수교      | 설치          | 있음               | 수교      | 설치          | 있음               | 수교      | 설치          | 있음               | 수교      | 미설치        | 없음               | 미수교                 | 미설치                 | 없음                   |
| 파라과이               | 미승인    | 미승인        | 미승인             | 수교      | 설치          | 있음               | 수교      | 설치          | 있음               | 수교      | 미설치        | 없음               | 미수교                 | 미설치                 | 없음                   |
| 파키스탄               | 수교      | 설치          | 있음               | 수교      | 설치          | 있음               | 수교      | 설치          | 있음               | 수교      | 미설치        | 없음               | 수교                   | 설치                   | 있음                   |
| 파푸아뉴기니           | 수교      | 설치          | 있음               | 수교      | 설치          | 있음               | 수교      | 설치          | 있음               | 수교      | 미설치        | 없음               | 수교                   | 미설치                 | 없음                   |
| 팔라우                 | 미승인    | 미승인        | 미승인             | 수교      | 설치          | 있음               | 수교      | 미설치        | 없음               | 수교      | 미설치        | 없음               | 미수교                 | 미설치                 | 없음                   |
| 팔레스타인             | 수교      | 설치          | 있음               | 미승인    | 미승인        | 미승인             | 미승인    | 미승인        | 미승인             | 수교      | 미설치        | 없음               | 수교                   | 미설치                 | 있음                   |
| 페루                   | 수교      | 설치          | 있음               | 수교      | 설치          | 있음               | 수교      | 설치          | 있음               | 수교      | 미설치        | 없음               | 수교                   | 설치                   | 없음                   |
| 포르투갈               | 수교      | 설치          | 있음               | 수교      | 설치          | 있음               | 수교      | 설치          | 있음               | 수교      | 미설치        | 없음               | 수교                   | 미설치                 | 없음                   |
| 폴란드                 | 수교      | 설치          | 있음               | 수교      | 설치          | 있음               | 수교      | 설치          | 있음               | 수교      | 설치          | 있음               | 수교                   | 설치                   | 있음                   |
| 프랑스                 | 수교      | 설치          | 있음               | 수교      | 설치          | 있음               | 수교      | 설치          | 있음               | 수교      | 설치          | 있음               | 미수교                 | 미설치                 | 없음                   |
| 피지                   | 수교      | 설치          | 있음               | 수교      | 설치          | 있음               | 수교      | 설치          | 없음               | 수교      | 미설치        | 없음               | 수교                   | 미설치                 | 없음                   |
| 핀란드                 | 수교      | 설치          | 있음               | 수교      | 설치          | 있음               | 수교      | 설치          | 있음               | 수교      | 미설치        | 없음               | 수교                   | 미설치                 | 없음                   |
| 필리핀                 | 수교      | 설치          | 있음               | 수교      | 설치          | 있음               | 수교      | 설치          | 있음               | 수교      | 미설치        | 없음               | 수교                   | 미설치                 | 없음                   |
| 헝가리                 | 수교      | 설치          | 있음               | 수교      | 설치          | 있음               | 수교      | 설치          | 있음               | 수교      | 설치          | 있음               | 수교                   | 미설치                 | 없음                   |
| 승인국                 | 183개국   | 177개국       | 176개국            | 194개국   | 156개국       | 155개국            | 194개국   | 122개국       | 116개국            | 194개국   | 34개국        | 26개국             | 159개국                | 38개국                 | 22개국                 |
| 미승인국               | 0         | 0             | 0                  | 1         | 1             | 1                  | 0         | 0             | 0                  | 0         | 0             | 0                  | 1                      | 0                      | 0                      |
| 총계                   | 183개국   | 177개국       | 176개국            | 195개국   | 157개국       | 156개국            | 194개국   | 122개국       | 116개국            | 194개국   | 34개국        | 26개국             | 160개국                | 38개국                 | 22개국                 |

## 지도 자료

### 중국
- 수교 현황
- 재외공관 설치 현황
- 외국공관 유무 현황

### 일본
- 수교 현황
- 재외공관 설치 현황
- 외국공관 유무 현황

### 대한민국
- 수교 현황
- 재외공관 설치 현황
- 외국공관 유무 현황

### 몽골
- 수교 현황
- 재외공관 설치 현황
- 외국공관 유무 현황

### 조선민주주의인민공화국
- 수교 현황
- 재외공관 설치 현황
- 외국공관 유무 현황

## 같이 보기
- 나라별 수교 현황
  - 나라별 수교 현황/아시아
    - 나라별 수교 현황/아시아/동남아시아
    - 나라별 수교 현황/아시아/남아시아
    - 나라별 수교 현황/아시아/서아시아
    - 나라별 수교 현황/아시아/중앙아시아

  - 나라별 수교 현황/유럽
  - 나라별 수교 현황/아메리카
  - 나라별 수교 현황/아프리카
  - 나라별 수교 현황/오세아니아
- 나라별 외교 공관 목록